# Abramczyk (nazwisko)
Abramczyk (hebr.: אברמצ'יק, jid.: אַבראַמטשיק), (forma żeńska: Abramczyk, liczba mnoga: Abramczykowie) – polskie nazwisko.

## Etymologia nazwiska
Nazwisko pochodzi, jak należy przypuszczać, od imienia Abram (→ Abram–cz+yk) lub późniejszego Abraham. Są to imiona biblijne, być może pochodzące od akadyjskiego Aba-am-ra-am → kochaj ojca, albo z języka babilońskiego lub egipskiego. W Polsce, w średniowieczu popularne, głównie wśród Żydów o niesprecyzowanym, być może sefardyjskim pochodzeniu. Biblia dla imienia Abram podaje opis: mój ojciec jest wzniosły, natomiast dla imienia Abraham → ojciec wielu narodów. Nazwisko Abramczyk źródła wzmiankują od 1631 roku.
Z hebrajskiego „אַבְרָם”, z dodaną końcówką -czyk znaczy: „syn Abrama” lub „mały Abram”. Jest prawdopodobne, że nazwisko tak właśnie powstało, wówczas byłoby typem nazwiska patronimicznego, nadawanego między innymi Żydom, którzy przybywali do XVI-wiecznej Polski prawdopodobnie z terenów ówczesnego Imperium Osmańskiego.

## Demografia
Na początku lat 90. XX wieku w Polsce mieszkało 3659 osób o tym nazwisku, najwięcej w dawnym województwie: ostrołęckim – 613, warszawskim – 579 i radomskim – 402. W 2002 roku według bazy PESEL mieszkało w Polsce 3607 osób o nazwisku Abramczyk, najwięcej w Warszawie i powiecie ostrołęckim.